# Bom Jesus do Oeste
Bom Jesus do Oeste är en kommun i Brasilien.   Den ligger i delstaten Santa Catarina, i den södra delen av landet, 1 300 km söder om huvudstaden Brasília. Antalet invånare är 2 132.
Omgivningarna runt Bom Jesus do Oeste är en mosaik av jordbruksmark och naturlig växtlighet. Runt Bom Jesus do Oeste är det ganska glesbefolkat, med 39 invånare per kvadratkilometer.